# Chimonobambusa communis
Chimonobambusa communis là một loài thực vật có hoa trong họ Hòa thảo. Loài này được (Hsueh & T.P.Yi) K.M.Lan mô tả khoa học đầu tiên năm 1988.